# Miami PanAm International
Die Miami PanAm International, auch Southern PanAm Classic betitelt, sind ein offenes internationales Badmintonturnier in den USA. Sie sind das bedeutendste Badmintonturnier des Bundesstaates Florida. Bei den Titelkämpfen werden Punkte für die Badminton-Weltrangliste vergeben. 2013 fand das Turnier zum 15. Mal statt, wechselte mit dieser Auflage jedoch auch den Titel zu USA International.

## Turniersieger
| Jahr      | Herreneinzel                                                        | Dameneinzel                                                         | Herrendoppel                                                        | Damendoppel                                                         | Mixed                                                               |
| --------- | ------------------------------------------------------------------- | ------------------------------------------------------------------- | ------------------------------------------------------------------- | ------------------------------------------------------------------- | ------------------------------------------------------------------- |
| 1998      | Kevin Han                                                           | Cindy Shi                                                           | Kevin Han Howard Bach                                               | Penelope Salac Cindy Shi                                            | Howard Bach Cindy Shi                                               |
| 1999      | Kevin Han                                                           | Lorena Blanco                                                       | Kevin Han Alex Liang                                                | Ximena Bellido Lorena Blanco                                        | José Antonio Iturriaga Ximena Bellido                               |
| 2000      | Kevin Han                                                           | Kokoe Tanaka                                                        | Kevin Han Mathew Fogarty                                            | Lina Taft Kokoe Tanaka                                              | Andy Chong Kokoe Tanaka                                             |
| 2001      | Kevin Han                                                           | Meiluawati                                                          | Kevin Han Howard Bach                                               | Mesinee Mangkalakiri Meiluawati                                     | Khankham Malaythong Mesinee Mangkalakiri                            |
| 2002      | Tjitte Weistra                                                      | Jody Patrick                                                        | Khankham Malaythong Tony Gunawan                                    | Denyse Julien Florence Lavoie                                       | Tony Gunawan Mesinee Mangkalakiri                                   |
| 2003      | Andrew Dabeka                                                       | Kanako Yonekura                                                     | José Antonio Crespo Sergio Llopis                                   | Yoshiko Iwata Miyuki Tai                                            | Mike Beres Jody Patrick                                             |
| 2005      | Keishi Kawaguchi                                                    | Yuan Wemyss                                                         | Simon Mollyhus Anders Kristiansen                                   | Miyuki Tai Noriko Okuma                                             | Mike Beres Jody Patrick                                             |
| 2006      | Kasper Ødum                                                         | Nina Weckström                                                      | William Milroy Mike Beres                                           | Amélie Felx Florence Lavoie                                         | Leon Aabenhus Mette Schjoldager                                     |
| 2007      | Andrew Dabeka                                                       | Zhou Mi                                                             | Mike Beres William Milroy                                           | Jamie Subandhi Kuei Ya Chen                                         | Mike Beres Valérie Loker                                            |
| 2008      | Kevin Cordón                                                        | Claudia Rivero                                                      | Daniel Gouw Chandra Kowi                                            | Tania Luiz Eugenia Tanaka                                           | Andrés Corpancho Cristina Aicardi                                   |
| 2009      | Hock Lai Lee                                                        | Joycelyn Ko                                                         | Sameera Gunatileka Vincent Nguy                                     | Priscilla Lun Paula Obanana                                         | Hock Lai Lee Priscilla Lun                                          |
| 2010      | Kevin Cordón                                                        | Agnese Allegrini                                                    | Sameera Gunatileka Vincent Nguy                                     | Nicole Grether Charmaine Reid                                       | Hock Lai Lee Priscilla Lun                                          |
| 2011      | Niluka Karunaratne                                                  | Anne Hald                                                           | Hugo Arthuso Daniel Paiola                                          | Lohaynny Vicente Luana Vicente                                      | Phillip Chew Paula Obanana                                          |
| 2012      | Lim Fang Yang                                                       | Jamie Subandhi                                                      | Laurent Constantin Florent Riancho                                  | Perrine Lebuhanic Andréa Vanderstukken                              | Laurent Constantin Andréa Vanderstukken                             |
| 2013      | Hock Lai Lee                                                        | Zhang Beiwen                                                        | Christian Christianto Hock Lai Lee                                  | Jing Yu Hong Zhang Beiwen                                           | Toby Ng Michelle Li                                                 |
| 2014      | Henri Hurskainen                                                    | Kaori Imabeppu                                                      | Takuro Hoki Yugo Kobayashi                                          | Naoko Fukuman Kurumi Yonao                                          | Toby Ng Alex Bruce                                                  |
| 2015      | Emil Holst                                                          | Zhang Beiwen                                                        | Lin Chia-yu Wu Hsiao-lin                                            | Heather Olver Lauren Smith                                          | Michael Fuchs Birgit Michels                                        |
| 2016 2024 | nicht ausgetragen, siehe USA International Series und US Grand Prix | nicht ausgetragen, siehe USA International Series und US Grand Prix | nicht ausgetragen, siehe USA International Series und US Grand Prix | nicht ausgetragen, siehe USA International Series und US Grand Prix | nicht ausgetragen, siehe USA International Series und US Grand Prix |